# 谷内樹生
谷内 樹生（たにうち しげお、1973年12月10日 - ）は、日本の実業家。参天製薬株式会社代表取締役社長兼CEO。

## 経歴
1992年3月立教高等学校卒業。1996年3月に立教大学理学部化学科を卒業後、同年4月に参天製薬入社。2007年9月にケンブリッジ大学・経営学修士（MBA）取得。2015年4月に執行役員、欧州（現EMEA）事業統括兼Santen HoldingsEU B.V.社長（現任）に就き、2016年4月から常務執行役員、2017年6月から取締役。2018年4月から代表取締役社長兼COO。2022年9月12日付で社長を辞任。